# Гранд-Айл (Вермонт)
Гранд-Айл (англ. Grand Isle) — город в округе Гранд-Айл, штат Вермонт, США. Согласно данным переписи населения США 2010 года, численность населения города составляла 2 067 человек.

## География
Город находится в северо-западной части Вермонта, в северной части острова Саут-Херо, который расположен посреди озера Шамплейн, на расстоянии приблизительно 75 километров к северо-западу от Монтпилиера, административного центра штата. Абсолютная высота — 30 метров над уровнем моря.

Согласно данным бюро переписи населения США, площадь территории города составляет 91 км², из которых, 42,8 км² приходится на сушу и 48,2 км² (то есть 53 %) на водную поверхность.

## Демография
По данным переписи населения 2000 года в городе Гранд-Айл проживало 1955 человек, 572 семьи, насчитывалось 772 домашних хозяйства и 1047 единиц жилого фонда. Средняя плотность населения составляла около 45,7 человека на один квадратный километр.
Расовый состав города по данным переписи распределился следующим образом: 97,54 % белых, 0,2 % — афроамериканцев, 0,31 % — коренных американцев, 0,36 % — азиатов, 1,59 % — представителей смешанных рас. Испаноговорящие составили 0,56 % от всех жителей города.
Из 772 домашних хозяйств в 32,8 % — воспитывали детей в возрасте до 18 лет, 63,2 % представляли собой совместно проживающие супружеские пары, в 7,1 % семей женщины проживали без мужей, 25,9 % не имели семьи. 20,2 % от общего числа семей на момент переписи жили самостоятельно, при этом 6,9 % составили одинокие пожилые люди в возрасте 65 лет и старше. Средний размер домашнего хозяйства составил 2,53 человека, а средний размер семьи — 2,91 человека.
Население города по возрастному диапазону по данным переписи 2000 года распределилось следующим образом: 25,3 % — жители младше 18 лет, 4,9 % — между 18 и 24 годами, 30,1 % — от 25 до 44 лет, 29,4 % — от 45 до 64 лет и 10,4 % — в возрасте 65 лет и старше. Средний возраст жителей составил 40 лет. На каждые 100 женщин в приходилось 101,3 мужчины, при этом на каждые сто женщин 18 лет и старше приходилось 98,6 мужчины также старше 18 лет.
Средний доход на одно домашнее хозяйство в городе составил 48 594 доллара США, а средний доход на одну семью — 52 143 доллара. При этом мужчины имели средний доход в 39 191 доллар США в год против 25 900 долларов среднегодового дохода у женщин. Доход на душу населения в городе составил 22 955 долларов в год. 2,7 % от всего числа семей в городе и 4,2 % от всей численности населения находилось на момент переписи населения за чертой бедности, при этом 2,5 % из них были моложе 18 лет и 6,4 % — в возрасте 65 лет и старше.